# Bourreria andrieuxii
Bourreria andrieuxii là loài thực vật có hoa trong họ Mồ hôi. Loài này được Hemsl. mô tả khoa học đầu tiên năm 1882.